# Kaledonska orogeneza
Kaledonska orogeneza je bila doba nastanka gora, zabeležena v severnih delih Britanskega otočja, Skandinavskega gorovja, Svalbardu, vzhodni Grenlandiji in delih severne in srednje Evrope. Kaledonska orogeneza zajema dogodke, ki so se zgodili od ordovicija do zgodnjega devona, pred približno 490–390 milijoni let (Ma). Povzročilo ga je zaprtje Japetovega oceana, ko so trčile celine in kratoni Lavrencije, Baltika in Avalonija.
Orogeneza je poimenovana po Kaledoniji, latinskem imenu za Škotsko. Izraz je leta 1885 prvič uporabil avstrijski geolog Eduard Suess za epizodo gradnje gora v Severni Evropi, ki je bila pred devonskim obdobjem. Geologi, kot sta Émile Haug in Hans Stille, so kaledonski dogodek videli kot eno od več epizodnih faz izgradnje gora, ki so se zgodile v zgodovini Zemlje. Trenutno razumevanje pravi, da kaledonska orogeneza zajema številne tektonske faze, ki so lahko lateralno diahrone. Imena kaledonski torej ni mogoče uporabiti za absolutno obdobje geološkega časa, nanaša se le na vrsto tektonsko povezanih dogodkov.

## Geodinamična zgodovina
Kaledonska orogeneza je bila ena od številnih orogenez, ki bodo sčasoma oblikovale superkontinent Pangea v poznem paleozoiku. V zgodnjem paleozoiku je bila večina vseh celinskih kopenskih mas združena v paleocelino Gondvana, ki je vsebovala skorjo bodoče Afrike, Južne Amerike, južne Evrazije, Avstralije in Antarktike, ki je ležala na južnem polu. Med 650 in 550 milijoni let nazaj (v ediakaranskem obdobju) so se manjše celine Lavrencija (ki vsebuje bodoči severovzhodni del Severne Amerike), Baltik in Sibirija ločile od Gondvane in se pomaknile proti severu proti ekvatorju. Pri tem se je zaprl Japetov ocean med Gondvano, Baltikom in Lavrencijo.
V zgodnjem ordovicijskem obdobju (pred približno 480 milijoni let) je mikrocelina (majhen del celinske litosfere) Avalonija (danes litosfera, ki je raztresena po vzhodu Nove Anglije, jugu Nove Fundlandije, delih New Brunswicka in Nove Škotske, južnem Irska, večina Anglije in Walesa, Nizozemske dežele, severna Nemčija in Šlezija) so se začele ločevati od severnega roba Gondvane.

### Zgodnje faze
Nekatere zgodnje faze deformacije in/ali metamorfizma so prepoznane v skandinavskih kaledonidih. Prva faza, ki je pogosto vključena v kaledonsko orogenezo, je Finnmarkijska faza pred 505 milijoni let (pozni kambrij). Druga faza je bila Jämtlandska faza pred 455 milijoni let. Te faze so razložene s predpostavko, da je zahodni rob Baltike trčil v otočni lok ali mikrocelino. Na podoben način je vzhodni rob Lavrencije trčil v otočni lok med takonsko orogenezo (pred 480 do 435 milijoni let).
V ordoviciju se je majhna celina Avalonija samostojno premikala v severovzhodni smeri proti Baltiku. To gibanje je bilo prilagojeno subdukciji jugovzhodnega Japetovega oceana (tako imenovanega Tornquistovega morja) pod vzhodno Avalonijo. V poznem ordoviciju (pred približno 450 milijoni let) se je začelo celinsko trčenje med Avalonijo in Baltiko. Tornquistovo morje je pri tem izginilo, preostali šiv je Tornquistova linija, ki poteka pod Severnim morjem, južno Dansko ter severno Nemčijo in Poljsko.

### Scandian/Grampian faza
Glavna faza kaledonske orogeneze (pred približno 425 do 400 milijoni let) se imenuje skandinavska faza v Skandinaviji in grampijska faza na Britanskem otočju. Povzročilo ga je trčenje med Lavrencijo in Baltiko. Japetov ocean se je najprej zaprl na severu, nato na jugu. Zato je do trka med Baltiko in Lavrencijo prišlo malo prej kot med Avalonijo in Lavrencijo. Kontinentalni trk se je začel v srednjem silurju, gradnja gora pa v zgodnjem devonu (pred 420–405 milijoni let). V Severni Ameriki se trčenje med Avalonijo in Lavrencijo imenuje akadijska orogeneza.
Po mnenju nekaterih avtorjev je v kaledonskih kontinentalnih kolizijah sodeloval še en mikrokontinent, Armorica (južna Portugalska, večina severne Francije in deli južne Nemčije in Češke), celo manjši od Avalonije. Ta mikrocelina verjetno ni tvorila ene konsistentne enote, temveč je bila vrsta fragmentov, od katerih sta najpomembnejša sedanji Armorikanski in Češki masiv. Ocean med združeno celinsko maso Lavrencije, Baltike in Avalonije (imenovane Euramerica, Laurussia ali Stara rdeča celina) in Armoriko se imenuje Reiški ocean.
Paleogeografski položaj fragmentov skorje Armorica med ordovicijem in karbonom je zelo sporen. Obstajajo znaki, da se je Češki masiv začel premikati proti severu od ordovicija naprej, vendar mnogi avtorji postavljajo akrecijo armoriških teranov z južnim robom Laurussia v karbonsko hercinsko orogenezo (pred približno 340 milijoni let). Renohercinski bazen, zadnji ločni bazen, je nastal na južnem robu Evramerike takoj po kaledonski orogenezi. Po mnenju teh avtorjev se je ob nastanku tega bazena odtrgal majhen rob Evraamerike. Bazen se je zaprl, ko so se ti kaledonski deformirani tereni med hercinsko orogenezo ponovno združili z Laurussia.